# This Wasn't Meant for You Anyway
This Wasn't Meant for You Anyway è il secondo album in studio della cantante britannica Lola Young, pubblicato il 21 giugno 2024 dalla Day One Limited e Island.
È stato candidato per l'Ivor Novello Award al miglior album nel 2025.

## Tracce
Testi e musiche di Lola Young, William Brown, Conor Dickinson e Jared Solomon, eccetto dove indicato.
1. Good Books – 4:14 (Lola Young, William Brown, Conor Dickinson, Carter Lang, Josiah Sherman, Jared Solomon)
2. Wish You Were Dead – 3:14 (Lola Young, William Brown, Conor Dickinson, Jared Solomon, Matt Zara)
3. Big Brown Eyes – 3:38
4. Conceited – 3:59
5. Messy – 4:44 (Lola Young, Conor Dickinson)
6. Walk on By – 3:34
7. You Noticed – 4:30
8. Crush – 3:46 (Lola Young, William Brown, Conor Dickinson, Carter Lang, Jared Solomon)
9. Fuck – 2:44
10. Intrusive Thoughts – 2:31 (Lola Young, Cass Lowe)
11. Outro – 1:13 (Lola Young)

## Successo commerciale
This Wasn't Meant for You Anyway ha esordito al 16º posto della Official Albums Chart nel marzo 2025 con 6 300 unità equivalenti a seguito dell'uscita di quattro tipologie in vinile e una in CD.

## Classifiche
| Classifica (2025) | Posizione massima |
| ----------------- | ----------------- |
| Austria           | 43                |
| Canada            | 38                |
| Belgio (Fiandre)  | 25                |
| Belgio (Vallonia) | 27                |
| Danimarca         | 28                |
| Francia           | 41                |
| Germania          | 12                |
| Paesi Bassi       | 12                |
| Regno Unito       | 16                |
| Stati Uniti       | 64                |
| Svizzera          | 53                |